# Robertsport
Robertsport ist die Hauptstadt des Grand Cape Mount Countys in der westafrikanischen Republik Liberia. Der Name verweist auf den ersten liberianischen Präsidenten Joseph Jenkins Roberts.
Robertsport liegt am Atlantik, an einer geschützten Bucht in der Cape Mount Bay mit direktem Zugang zum Lake Piso, dem größten See Liberias. Der Ort liegt geographisch im Nordwesten Liberias, am Cape Mount, das der portugiesische Seefahrer Pedro de Sintra im Jahre 1461 als erster Europäer bei seiner Forschungsreise entlang der Guinea-Küste erreichte. Das Stadtgebiet umfasst etwa fünf Quadratkilometer und nimmt den westlichen Teil der Halbinsel ein. Der größte Teil des Gebietes ist vom Regenwald bedeckt, als höchste Erhebung zählt der Mount Wakalor.
Der Ort Robertsport besteht zu wesentlichen Teilen aus dem Fischerdorf Gomboja, die indigene Bevölkerung gehört zum Volk der Vai. Aus der Gründungszeit der Stadt stammen einige, jetzt verfallene Wohnhäuser der Americo-Liberianer und die Kirche. Die Stadt Robertsport ist über eine unbefestigte Straße mit dem Hinterland verbunden.
Der Ort besaß im Zweiten Weltkrieg eine militärische Bedeutung für die United States Air Force. Pioniereinheiten errichtete 1942 am nördlichen Stadtrand einen Feldflugplatz, Versorgungsdepots und militärische Anlagen. Auch der Lake Piso konnte für Wasserflugzeuge genutzt werden. Heute existiert von dieser Infrastruktur lediglich noch eine etwa 900 Meter lange unbefestigte Rollbahn.
Der wichtigste Wirtschaftszweig der Stadt ist der Fischfang. Die Hafenbucht ist für einen modernen Seehafen zu flach, daher wurde der Ort nicht als Handelshafen für die nahen Eisenerzminen berücksichtigt.
Robertsport besitzt eine reizvolle landschaftliche Umgebung und war deshalb vor dem Bürgerkrieg ein beliebter Ausflugsort. In der Regierungszeit des Präsidenten William S. Tubman wurde Robertsport gefördert, es erhielt mit dem Tubman Centre of African Culture ein auch über die Landesgrenze Liberias bedeutsames Kulturzentrum und Kunstmuseum.
Der Lake Piso und die ihn umgebenden Süßwasserseen wurden 2006 als Naturschutzgebiet ausgewiesen. Zu den ältesten Gebäuden der Stadt und Sehenswürdigkeiten von Robertsport gehört die Mount Zion Baptist Church.
Anfang Mai 2016 strandete das Tankschiff Tamaya 1 ohne Besatzung an der Küste, nahe Robertsport, und wurde medial als Geisterschiff bekannt.